# ヘスティア (人形)
ヘスティア(hestia)とは、2005年8月から2007年7月まで、株式会社ジュンプランニングが販売していた1/6スケールの人形。

## 概要
同日に生まれたのに全く個性の違う双子の姉妹『異蘇羅（イソラ）』と『璃梵（リボン）』という設定で全5種、計10体のシリーズが発売された。全シリーズのテーマが、月にまつわる名称となっているのも特徴である。全てのドールのボディに、異蘇羅はクロスモチーフ（【立待月の夜】のみ蠍）の、璃梵は名の通りリボンモチーフのタトゥーがそれぞれ施されており、部位は各ドールによって異なる。

## プロフィール

### 異蘇羅（イソラ）
- 活発な性格（姉）

### 璃梵（リボン）
- おっとりした性格（妹）

## プロダクト

### 2005年
8月
- H-501 異蘇羅（イソラ）/立待月の夜
- H-502 璃梵（リボン）/満月の夜

このシリーズに限り、棺型の専用ドールケースが付いた豪華仕様で、価格も他のシリーズより高価となっていた。

### 2006年
8月
- H-503 異蘇羅（イソラ）/朔の夜（サクノヨル）
- H-504 璃梵（リボン）/有明月の頃（アリアケヅキノコロ）

12月
- H-505 異蘇羅（イソラ）/九夜月の夜（クヤヅキノヨル）
- H-506 璃梵（リボン）/三日月の夜（ミカヅキノヨル）

### 2007年
4月
- H-507 異蘇羅（イソラ）/眉月の覗く日（マユヅキノノゾクヒ）
- H-508 璃梵（リボン）/更待月の暇（サラマチヅキノイトマ）

7月
- H-511 異蘇羅（イソラ）/下弦の月の離別（カゲンノツキノリベツ）
- H-512 璃梵（リボン）/上弦の月の再会（ジョウゲンノツキノサイカイ）

### 発売中止
- H-509 異蘇羅（イソラ）/暁月の旅立ち
- H-510 璃梵（リボン）/新月の目覚め

シリーズ第4弾としてホームページにサンプル画像が記載されたが発売延期となり、結局発売されないまま企画販売元のジュンプランニングは2009年5月に倒産した。